# Roberto Tapia-Conyer
Roberto Tapia Conyer (Apaseo el Grande, Guanajuato; 4 de septiembre de 1954). Es un destacado Médico epidemiólogo
mexicano especialista en políticas de salud, maestro en Salud Pública y en Ciencias por la Universidad de Harvard y doctor con honores en Ciencias de la Salud por la Universidad Nacional Autónoma de México.
Fue director general del Instituto Carlos Slim de la Salud de 2007 a 2013. Actualmente, es director general de la Fundación Carlos Slim y funge desde 2012, como presidente del Patronato de los Centros de Integración Juvenil.
Es profesor definitivo de la Facultad de Medicina (UNAM) y profesor visitante en la Universidad de California en los campus de San Francisco, Berkeley e Irvine.
Miembro de la Academia Nacional de Medicina.  de la Academia Nacional de Cirugía.  y de la Academia Mexicana de Ciencias. Asimismo, es investigador Nivel III del Sistema Nacional de Investigadores.
Actualmente es miembro del Consejo Asesor Científico y médico del ISSSTE, así como del Steering Committee Partnership for Dengue Control; del America´s Dengue Prevention Board de Dengue Vaccine Initiative y del International Task Force for Disease Eradication de The Carter Center y miembro del consejo asesor externo del programa en Salud Pública de la Universidad de California en Irvine.
Asimismo, forma parte del selecto grupo de 21 expertos independientes que, con elementos técnicos y conciencia social, analizará y comentará la propuesta de Constitución Política de la Ciudad de México  a emitirse en los próximos meses antes de ser entregada a la Asamblea Constituyente.

## Administración Pública
En el ámbito de la administración pública, laboró por 25 años en la Secretaría de Salud,  donde ocupó diversos cargos entre los que destacan haber sido Director General de Epidemiología de 1991 a 1997 y Subsecretario de Prevención y Promoción de la Salud de 1997 al 2006.

## Docencia e investigación
Ha sido profesor de Salud Pública y Migración en la Universidad de California;  miembro del Consejo Directivo del Public Health Institute de California y de México; Presidente de la Sociedad Mexicana de Salud Pública; miembro del Grupo Asesor de la  Organización Mundial de la Salud del Plan Global de Influenza y presidente del Grupo Técnico Asesor del Programa Mundial de Tuberculosis  también de  Organización Mundial de la Salud. Integrante durante 10 años del Grupo Técnico Asesor del Programa de Inmunizaciones de la Organización Panamericana de la Salud.
Ha sido consultor de la Fundación Rockefeller, de la USAID, de la Organización de las Naciones Unidas y patrono de la Fundación La Caixa de Barcelona.
Ha sido parte de diversos grupos de investigación a nivel mundial en materia de epidemiología, ha publicado decenas de artículos y reseñas bibliográficas relacionadas con la especialidad.

## Premios
Durante su carrera profesional, el Dr. Tapia-Conyer ha sido galardonado con distinciones como el premio “Dr. Gonzalo Castañeda” de la Academia Mexicana de Cirugía, la Medalla al Mérito Sanitario de la Sociedad Mexicana de Salud Pública, el premio “José Ruiloba” en epidemiología de la Asociación Mexicana de Infectología y Microbiología Clínica, y más recientemente recibió el premio “Gerardo Varela” de Salud Pública, otorgado por la Secretaría de Salud.

## Libros
1. El manual de salud pública. Unidades 1, 2, 3 y 4
2. El manual de salud pública. Tomos: 1, 2, 3, 4 y 5
3. Guía para la implementación de demostración de alternativas sostenibles de control integrado de la malaria en México y América Central
4. Encuesta nacional de salud 2000. 2. La salud de los adultos
5. Encuesta nacional de salud 2000. 1. Vivienda, población y utilización de servicios de salud
6. Vacunación en el adulto
7. La información en salud
8. La medición en salud a través de indicadores
9. Las adicciones: Dimensión, impacto y perspectivas
10. Cuadernos de salud (consta de 6 secciones)
11. Las adicciones: Dimensión, impacto y perspectivas